# Anita Vandamme
Anita Erna Vandamme (Ieper, 28 juni 1933 – Leuven, 12 december 2014) was een Belgisch kunstschilderes, lithografe en ontwerpster van glas-in-betonramen. Ze maakte ook ijzersmeedwerk en schreef gedichten en kunstrubrieken in de Periscoop (1956-1959). Ze was lid van de Federatie van Kunstenaressen in België en van de Académie Européenne des Beaux-Arts.

## Leven en werk
Anita Vandamme tekende van jongs af aan. Ze besloot schilderes te worden na het overlijden van haar vader in 1954.  Door veelvuldig contact met kunstschilder-directeur van de Kortrijkse academie Hilaire Gellynck en haar contacten met schilders als Marcel Notebaert, Lieven Colardijn en Joris Houwen groeide haar vertrouwen in haar kunnen. Gedreven door "heilig vuur" trok ze in 1956 naar de retrospectieve van Matisse in Parijs en maakte ze haar eerste olieverfschilderij.
Anita Vandamme streefde ernaar om technieken en inzichten in de kunst op diverse manieren te verwerven. Sedert 1956 ging ze op zoek naar kunstboeken en kunst in musea en galerieën.
In 1962 organiseerde ze een tentoonstelling te Oostduinkerke. Met de opbrengst daarvan reisde ze af naar Salzburg, waar ze deelnam aan de cursus Schule des Sehens van Oskar Kokoschka. De cursus bleek voor haar op technisch vlak een openbaring en het werd de aanzet van uiterst vruchtbare jaren, waarin haar expressieve stijl tot uiting komt. Ze genoot ook een artistieke vorming aan de Parijse academie La Grande Chaumière.
Ze was in 1962 een van de eersten die als 'artist in residence' een beurs ontving van de Vlaamse Gemeenschap voor het eiland Comacina aan het Comomeer. In 1964 ontving ze een tweede beurs, ditmaal voor Londen, en in 1969 een derde voor Lissabon. Voorts trok ze onder meer naar de Provence en Griekenland om er te schilderen.
Deze reizen, net als haar vele latere reizen, leverden tal van op doek en/of op papier gezette impressies op, waaronder Aquarellen-suites Comacina (1963), Schetsen van het vissersleven met blauw-rood potlood (Portugal, 1969) en werken uit Griekenland (1973).
In de jaren zestig ontdekte ze in de Brusselse Bibliotheek de Duitse abstracten en trok ze regelmatig naar Düsseldorf, waar in die tijd veel abstracte kunstenaars werkten.
Tussen 1974 en 1976 had ze een eigen atelier te Amsterdam. Het Stedelijk Museum Amsterdam kocht een van haar werken. In het Drukhuis experimenteerde ze voor het eerst met drukinkt. Daarnaast legde ze zich toe op kleurenlithografie bij Piet Clement. Ze schilderde in de straten van Amsterdam maar haar focus verschoof naar litho's.  Verder volgde ze een opleiding in het Frans Masereel Centrum. 
Ze reisde doorheen Europa en het Nabije Oosten, en later ook door de Verenigde Staten.
Later werd ze beïnvloed door de zogenoemde Amerikaanse abstractie. Ze vertoefde in de jaren tachtig daarvoor in New York, Philadelphia, Los Angeles en San Francisco.
Aanvankelijk vond Anita Vandamme haar inspiratie in de natuur, die ze bracht in een beeldentaal op de grens van figuratie en abstractie. Dichter Pieter G. Buckinx stelde het zo: "Intuitief is ze erin geslaagd een brug te slaan tussen figuratieve en abstracte kunst met als resultaat een poëtisch en mysterieus oeuvre".
Latere werken geven meer uitdrukking aan haar eigen diepmenselijk innerlijke wereld, haar werk werd meer expressionistisch en werd met verloop van tijd ook abstracter. In 1985 reist ze naar San Francisco, waarop bijzonder productieve jaren volgen waarbij ze hoe langer hoe meer van de vorm weggroeit.
In 1983 bracht ze werk uit onder de naam 'A new beginning' met fluokleuring en beeldentaal via tekens en letters. In die tijd was dat een relatief nieuwe innovatie.
Toen dichter Pieter G. Buckinx haar ooit vroeg bij welke richting haar kunst thuishoorde, antwoordde ze: "Ik behoor tot geen enkele richting, tenzij die van het 'essentie-alisme'".
Haar kunst wil inderdaad doordringen tot de essentie van de dingen, men kan het haar 'will to expression' noemen.
Anita Vandamme exposeerde vaak in zowel binnen- als buitenland. Kenmerkend voor haar oeuvre is haar expressieve kracht en uitzonderlijk kleurvermogen.

## Varia
Architect Willy Van Der Meeren ontwierp voor haar gezin de geklasseerde atelierwoning Leclercq-Vandamme te Leuven, waarin twee van haar glas-in-betonkunstramen geïntegreerd werden. De muurschilderingen werden ook gewaardeerd en geklasseerd.